# Juliane Leopold
Pour les articles homonymes, voir Leopold.
Juliane Leopold, née en 1983 à Halle-sur-Saale, est une journaliste allemande. Depuis juillet 2018, elle dirige la rédaction de tagesschau.de. 

## Biographie
Juliane Leopold étudie le journalisme et les sciences de la communication à l'université libre de Berlin. Elle écrit ensuite pour la Neue Zürcher Zeitung, Freitag et Die Zeit. Ses principaux sujets sont la technologie et la société.
En 2013, elle co-fonde le blog féministe Kleinerdrei, qu'elle co-édite avec Anne Wizorek (de) jusqu'en décembre 2018. En 2014, le blog est nommé pour le Grimme Online Award (de),. D'octobre 2014 à janvier 2016, elle est rédactrice en chef de l'édition allemande de BuzzFeed. Dans la sélection des journalistes de l'année 2014 de Medium Magazin, elle obtient la deuxième place dans la catégorie Newcomer.
À partir de juin 2016, elle travaille comme consultante pour Tagesschau.de. En juillet 2018, elle succède à Christiane Krogmann à  la direction éditoriale.
En octobre 2019, Juliane Leopold deviendra rédactrice en chef de Digitales.